# Stagno di Porto Botte
Stagno di Porto Botte este o arie protejată (arie specială de conservare — SAC, sit de importanță comunitară — SCI) din Italia întinsă pe o suprafață de 1.222 ha, din care 40 % marine.

## Localizare
Centrul sitului Stagno di Porto Botte este situat la coordonatele 39°02′09″N 8°34′25″E / 39.035833°N 8.573611°E.

## Înființare
Situl Stagno di Porto Botte a fost declarat sit de importanță comunitară în iunie 1995 pentru a proteja 2 specii de plante și 26 de specii de animale. Situl a fost protejat și ca arie specială de conservare în aprilie 2017.

## Biodiversitate
Situată în ecoregiunea mediteraneană, aria protejată conține 17 habitate naturale: Stepe sărăturate mediteraneene (Limonietalia), Dune cu vegetație ierboasă Malcolmietalia, Bancuri de nisip acoperite în permanență slab de apă marină, Recifuri, Lagune de coastă, Dune împădurite cu Pinus pinea și/sau Pinus pinaster, Dune de pe litoral fixate cu Crucianellion maritimae, Dune de coastă cu Juniperus spp., Tufărișuri halofile mediteraneene și termo-atlantice (Sarcocornetea fruticosi), Pășuni mediteraneene udate de apa mării (Juncetalia maritimi), Straturi cu Posidonia (Posidonion oceanicae), Salicornia și alte specii anuale care populează regiunile mlăștinoase și nisipoase, Golfuri mici largi și golfuri puțin adânci, Tufărișuri termo-mediteraneene și de pre-deșert, Dune mobile de-a lungul țărmului cu Ammophila arenaria („dune albe”), Dune mobile cu vegetație embrionară, Dune cu vegetație ierboasă Brachypodietalia cu specii anuale.
La baza desemnării sitului se află mai multe specii protejate:
- plante (2): Limonium insulare, Rouya polygama
- păsări (25): pescăruș albastru (Alcedo atthis), egretă mare (Ardea alba), stârc roșu (Ardea purpurea), pasărea ogorului (Burhinus oedicnemus), ciocârlie-cu-degete-scurte (Calandrella brachydactyla), prundăraș de sărătură (Charadrius alexandrinus), barză neagră (Ciconia nigra), erete de stuf (Circus aeruginosus), erete vânăt (Circus cyaneus), egretă mică (Egretta garzetta), pescăriță râzătoare (Gelochelidon nilotica), piciorong (Himantopus himantopus), stârc pitic (Ixobrychus minutus), Larus genei, vultur pescar (Pandion haliaetus), Phalacrocorax aristotelis desmarestii, Phoenicopterus ruber, lopătar (Platalea leucorodia), Porphyrio porphyrio porphyrio, ciocântors (Recurvirostra avosetta), chiră de baltă (Sterna hirundo), chiră mică (Sternula albifrons), silvie de tufiș (Sylvia undata), chiră de mare (Thalasseus sandvicensis), fluierar de mlaștină (Tringa glareola)
- pești (1): Aphanius fasciatus

Pe lângă speciile protejate, pe teritoriul sitului au mai fost identificate 52 de specii de păsări, 1 specie de amfibieni, 6 specii de reptile.